# アリソン・ウィリアムズ (歌手)
アリソン・ウィリアムズ（Alyson Williams、1962年5月11日 - ）は、1980年代後半から1990年代初頭に一連のヒット・シングルを獲得したR&B歌手。注目すべき曲には、「Just Call My Name」「Sleep Talk」「My Love Is So Raw」「I Need Your Lovin」などがある。

## 略歴
バンドリーダーでトランペッターのボビー・ブッカーの娘である彼女のキャリアは、バック・ボーカルとして歌うことに始まり、その中には、カーティス・ヘアストン、メルバ・ムーア（「Love's Coming at Ya」）、B. B. & Q. バンド、キャッシュフロー、アンリミテッド・タッチ、ボビー・ブラウン、メリッサ・モーガンをフィーチャーしたグループ「High Fashion」に参加する前のバーバラ・ミッチェルらがいた。彼らが解散した後、アリソンはソロのキャリアに移る前にアフェアというグループと一緒に歌った。
彼女の最初のシングル「Yes We Can Can」は、1986年にProfileレコードで最初にリリースされ、1987年にデフ・ジャム・レーベルからリリースされた。レーベルでは、チャック・スタンレー（「Make You Mine Tonight」）やオラン・ジュース・ジョーンズ（「How to Love Again」）など、多くのレーベルメイトとデュエットし、需要の高いボーカリストとしての地位を確立した。
彼女の最初のアルバム・リリースであり、デフ・ジャムと契約した最初のR&B女性歌手として、1989年にアルバム『Raw (リアル・ニューヨーク)』をリリースした。このアルバムは、ラッパーのニッキーDをフィーチャーした「My Love is So Raw」と「Sleep Talk」というシングルを収録していた。さらに、シングル「Just Call My Name」がビルボードのR&Bチャートでヒットして4位となった。多くの「クワイエット・ストーム」のフォーマットで取り上げられたこの曲は、今ではカルト・クラシックと見なされており、いまだにラジオなどで放送され続けている。アルバムには、「We're Gonna Make It」におけるブルー・マジックのボーカリストのテッド・ミルズとのデュエットも含まれていた。彼女のシングル「I Need Your Lovin'」は、イギリスでも8位の成功を収めており、彼女にとってもうひとつのR&Bヒットとなった。
アリソンはまた、テイシャーンのアルバム『オン・ザ・ホライズン』における収録曲「Do You Wanna Know」で彼とレコーディングし、後にイギリスで彼と一緒にツアーを行った。1991年、アリソンは映画『Livin' Large』のサウンドトラックに「She's Not Your Fool」を録音した。この曲は彼女の1991年のセルフタイトル・アルバムにも登場した。
アリソンは演技にも挑戦している。1986年、ウィスパーズに加わるフィリス・ハイマンの音楽キャリアについての物語をつづるミュージカル『Thank God, The Beat Goes On』で、彼女は友人でもあるハイマンを演じた。また、マーヴィン・ゲイの妹であるゼオラがプロデュースした『My Brother, Marvin』という劇で、マーヴィン・ゲイの母親であるアルバータの役を演じた。

## ディスコグラフィ

### スタジオ・アルバム
- 『Raw (リアル・ニューヨーク)』 - Raw (1989年、Def Jam/Columbia)
- 『アリスン・ウィリアムズ』 - Alyson Williams (1992年、OBR/Columbia)
- 『イッツ・アバウト・タイム』 - It's About Time (2004年、Three Keys Music)

### EP
- Cooked: The Remix Album (1990年、Def Jam)

### シングル
- "Yes We Can Can" (1986年)
- "Make You Mine Tonight" (1987年) ※with チャック・スタンレー
- "Sleep Talk" (1989年)
- "My Love Is So Raw" (1989年) ※featuring ニッキーD
- "I Need Your Lovin'" (1989年)
- "Just Call My Name" (1989年)
- "I Second That Emotion" (1989年)
- "Not on the Outside" (1990年)
- "She's Not Your Fool" (1991年)
- 「FOREVER YOURS」 - "Forever Yours" (1991年) ※with 久保田利伸
- "Can't Have My Man" (1992年)
- "Just My Luck" (1992年)
- "Everybody Knew but Me" (1992年)